# Miecznikowo-Sowy
Miecznikowo-Sowy – kolonia w Polsce położona w województwie warmińsko-mazurskim, w powiecie nidzickim, w gminie Janowiec Kościelny. Miejscowość wchodzi w skład sołectwa Miecznikowo-Cygany.
W latach 1975–1998 miejscowość administracyjnie należała do województwa olsztyńskiego.